# Sune Jonsson (Bååt)
Sune Jonsson (Bååt), född 1200-talet, död före 12 oktober 1339, var en svensk lagman och riksråd.

## Biografi
Sune Jonsson (Bååt) var son till Jon. Han var 9 september 1315 riddare, då han deltog i det så kallade hävdaskiftet mellan hertigarna Erik Magnusson och Valdemar Magnusson och riksråd 28 juli 1319. Sune Jonsson deltog 20 juli 1322 i Skaraföreningen och var 2 februari 1329 fogde på Kalmar slott. Han är omnämnd 13 januari 1337 som lagman i Tiohärads lagsaga, då han pantsatte alla sina gods i Vedbo härad till säkerhet för 200 mark, som han lånat av biskop Karl (båt) i Linköpings stift. Sune Jonsson avled före 1339.
Han var aktiv med sin bror Peter Jonsson (Bååt) vid återvinnandet av Viborg 1321 och medverkade vid Skånes övergång till Sverige 1332.

### Egendom
Sune Jonsson ägde gods i Alseda socken, Njudung. Innehade även Flishult. 

### Familj
Sune Jonsson gifte sig första gången med Karin Henriksdotter, dotter till riddaren Henrik Glysing. De fick tillsammans barnen Margareta Unesdotter som var gift med riddaren och riksrådet, lagmannen Ulf Abjörnsson (sparre) i Tiohärads lagsaga, Ingrid Sunesdotter som var gift med riddare och riksdrotsen Nils Turesson (Bielke), lagmannen Erengisle Sunesson (Bååt) och en dotter som var gift med riksrådet och lagmannen Nils Jonsson (Rickebyätten) i Östergötlands lagsaga.
Sune Jonsson gifte sig andra gången med Helga Bengtsdotter (vingad pil), dotter till Bengt Elofsson (vingad pil). Efter Sune Jonssons död gifte Helga Bengtsdotter som sig med riddaren och lagmannen Magnus Knutsson (Aspenäsätten) i Östergötlands lagsaga.